# Джефферсон, Маршал
Ма́ршалл Дже́фферсон (англ. Marshall Jefferson; род. 19 сентября 1959, Чикаго, США) — американский диджей, наряду с Фрэнки Наклзом и Ларри Хёрдом, считается основоположником музыкального жанра хаус, так же работает в жанрах чикагский хаус и дип-хаус.

## Биография и начало карьеры
Будущий «крёстный отец хауса» родился в Чикаго, в семье офицера полиции и школьной учительницы. В юности увлекался тяжелой музыкой, в частности слушал Black Sabbath, Deep Purple и другие группы, игравшие хеви-метал. Первоначально связывать свою жизнь с музыкой он не собирался, а хотел стать бухгалтером. Однако, уже будучи студентом третьего курса, он всерьёз увлекается клубной культурой. Увлечение это вскоре дошло до того, что Маршалл бросил учёбу в университете и устроился работать на почту. Побывав в легендарном чикагском клубе Music Box и пообщавшись с одним из его резидентов Роном Харди, он окончательно понимает, что его призвание — это музыка. Взяв в банке кредит на серьёзную сумму, он покупает себе необходимое оборудование: синтезаторы Roland JX8P и Roland TB-303, драм-машины Roland 707, 909 и 808 и студийный магнитофон Tascam. Однако, что делать с этой звукозаписывающей мини-студией, Маршалл не имел ни малейшего понятия. Впрочем, отсутствие навыков побороли увлечённость и энтузиазм, с которыми он принялся ставить первые эксперименты в написании музыки. Он начинает импровизировать, пытаясь написать что-нибудь в духе Джесс Сондерс (англ. Jesse Saunders) и Джейми Принсипл (англ. Jamie Principle), чей стиль очень импонировал Маршаллу. Дав послушать свои первые записи Рону Харди и заручившись его поддержкой, он с воодушевлением продолжил любимое дело. В 1985 на лейбле Virgo Records выходит его первый релиз «Go Wild Rhythm Trax», а годом позже он совместно со своим другом Sleazy D выпускает композицию «I’ve Lost Control». Оба трека становятся бесспорными клубными хитами и приносят Джефферсону определённую известность. В 1986 году выходит знаменитый трек Маршалла Джефферсона — «Move Your Body», в котором впервые в истории хауса звучит пианинный проигрыш. Трек становится популярным в местных клубах, и вскоре при содействии всё того же Харди на Trax Records выходит этот сингл, ставший культовым. Пластинка вскоре добирается до лондонских пиратских радиостанций и клубов. Английская молодёжь, которая поначалу встретила непривычные ритмы довольно холодно, вскоре тотально «подсела» на чикагский саунд, сделав Лондон второй после Чикаго столицей хаус-музыки.

## Новые веяния в хаусе
Уже в ранге известного далеко за пределами Чикаго и вцелом США музыканта, Джефферсон продолжает экспериментировать со звуком. В 1987 он помогает малоизвестному в то время трио Phuture (в его состав входили DJ Pierre, Херб Джексон и Эрл Смит) выпустить трек «Acid Tracks» (первоначальный вариант названия — «In Your Mind»). Это произвело настоящую революцию на клубной сцене и дало начало новому направлению — эйсид-хаусу. «Кислотная музыка» стала набирать популярность, однако Джефферсон быстро охладел к этому стилю, посчитав его слишком скучным. Он решает вернуться к истокам, к той атмосфере которая царила в Music Box в начале 80-х, и пишет лёгкую мелодичную композицию «Open Your Eyes». Найдя такое звучание весьма интересным, Маршалл продолжает работать в данном направлении. Это направление, которое проявилось в творчестве ещё одного чикагского диджея с большой буквы — Ларри Хёрда, — вскоре выделили как поджанр и назвали дип-хаус за свой мягкий, «погружающий» стиль.

## 90-е годы
В начале 90-х, когда хаус находился на пике популярности, он продолжает радовать своих фанатов новыми синглами. В этот период он выпускает такие композиции, как «Lost in the Groove» (под псевдонимом Hercules), «The Jungle» (ака Jungle Wonz), «Ride the Rhythm» (Kevin Irvine) и другие, а также работает с проектом Ten City. Работая над созданием собственной музыки и помогая другим музыкантам, он в то же время не забывал и про диджеинг.
В 1992 начинает тур по Европе, где местная публика встречает его на редкость тепло, ведь хаус, который ещё недавно слушали только продвинутые английские клабберы, стал по-настоящему популярным во всём Старом свете. Отыграв во многих уважаемых клубах, он также становится резидентом крупнейшего фестиваля электронной танцевальной музыки Tribal Gathering. Эти годы Маршалл проводит преимущественно за вертушками, нежели в студии, и только в 1997 после довольно длительного перерыва выходит его альбом под названием «Day of the Onion», а в 2001 на лейбле Amazon US выходит двухдисковая компиляция Джефферсона под названием «Welcome to the World of…». На первом диске были представлены такие культовые чикагские хиты, как «Move Your Body», прозванный «гимном хаус-музыки», «Can You Feel It» от Ларри Хёрда, «No Way Back» от Adonis и другие. Второй диск включает в себя более современные треки самых разных направлений — от драм-н-бейса до техно. Джефферсон как бы сравнивает современное звучание с тем, что было популярно в 80-х, и пытался проанализировать, что изменилось в электронной музыке за эти годы.

## Вклад в музыку
Трудно переоценить вклад Маршалла в клубную культуру, ведь это он был одним из тех, кто способствовал тому, чтобы эта музыка из Чикаго через несколько лет приобрела десятки тысяч фанатов по всему миру. Маршалл никогда не боялся экспериментировать с формами и звучанием.

## Дискография

### Альбомы
- Day of the Onion (1997)
- Les Parrains De La House (1998)
- QL Myste De Leonido (1998)

### Сборники
- This Is Other Side Records (1994)
- Real House Compilation (1996)
- Chicago House 86 — 91: The Definitive Story (1997)
- Timeless Classics (1998)
- Welcome to the World of… (2001)
- Testament Of House (2003)
- My Salsoul: The Foundations of House (2004)
- Move Your Body: The Evolution of Chicago (2005)

### Синглы
- Go Wild Rhythm Trax (1985, Virgo Records)
- Open Your Eyes (1986, Chicago Classics)
- Move Your Body (1986, D.J. International)
- Ride The Rhythm (1986, Trax Records)
- The House Music Anthem (1986, Trax Records)
- Do The Do (1988, Underground)
- Dancing Flutes (1989, Westside Records)
- Move Your Body ('90 Remix) (1989, Radical Records)
- Message 2 Ron (1992, Rhythm Beat)
- Far Behind (1994, Hott Records)
- I Found You (1994, Centrestage Records)
- Sunshine N' Your Eyes (1994, Interstate)
- Jump On It / Find The Groove (1995, KTM)
- Step By Step (1995, Freetown Inc)
- 12" Of Love (1996, UCA Records)
- Mushrooms (1996, Soap Records)
- Touch The Sky (1996, Fifty First Recordings)
- Animals EP (1997, KTM)
- Feed The Lions (1998, Pleasure Music)
- Harmonize (200, Clean Cut Records)
- Clap Your Hands Anthem (2001, DJP Records)
- Sampler «6» (Music Makes Me Happy) (2001, Cleveland City Records)
- 69 % (2002, OnePhatDeeva)
- Feel Me (2005, USB Records)
- Colors EP (2006, USB Records)
- House Music (Is a Sweet Sensation) (2008, USB Records)